# Anthony Mosse
Anthony Mosse (Hong Kong, China, 29 de octubre de 1964) es un nadador neozelandés de origen chino retirado especializado en pruebas de estilo mariposa, donde consiguió ser medallsita de bronce olímpico en 1988 en los 200 metros.

## Carrera deportiva
En los Juegos Olímpicos de Seúl 1988 ganó la medalla de bronce en los 200 metros mariposa, con un tiempo de 1:58.24 segundos, tras el alemán Michael Gross que batió el récord olímpico con 1:56.94 segundos, y del danés Benny Nielsen.
Y en el Campeonato Mundial de Natación de 1986 celebrado en Madrid volvió ganó la medalla de plata en la misma prueba.